# Martha Sáchica Méndez
Martha Victoria Sáchica Méndez es una abogada colombiana. Es la secretaria general de la Corte Constitucional desde 1992 y fue aspirante a magistrada en el año 2012. Actualmente es docente de derecho constitucional en la Universidad del Rosario.

## Biografía
Abogada de la Universidad del Rosario, con especialización en Derecho Público de la Universidad Externado de Colombia. Además, profesora titular de Historia Constitucional y Política de Colombia y de Derecho Indiano en la Universidad Sergio Arboleda y de Derecho Constitucional en la Universidad del Rosario. Directora del Área de Derecho Constitucional de la Facultad de Jurisprudencia de la Universidad del Rosario durante una década. 
En el sector privado, ha laborado como abogada de la Fundación Servicio Jurídico Popular,  como relatora del Instituto Colombiano de Derecho Tributario, como asesora externa del Banco Granahorrar y como asesora jurídica de Corferias S.A. En el sector público, ha desempeñado, entre otros cargos, los de defensora de familia del Instituto Colombiano de Bienestar Familiar, abogada de la Caja Agraria, jefe jurídica de la Función Pública del Distrito Capital, asesora de la Asamblea Nacional Constituyente y de la Comisión Especial Legislativa y ha sido asesora externa de la Alcaldía Mayor de Bogotá, del Parlamento Andino y de la Procuraduría General de la Nación. Ejerció el cargo de magistrada encargada de la Corte Constitucional en tres ocasiones. y del Consejo Superior de la Judicatura en 2017- 
Ha sido distinguida con la Oficialía Mayor en Derecho Administrativo y la Colegiatura de Número de la Universidad del Rosario y con la Medalla al Mérito Judicial José Ignacio de Márquez. y como Profesora Emérita de la Universidad del Rosario.